# 建設一路駅
建設一路駅（けんせついちろえき）は、中華人民共和国浙江省杭州市蕭山区市心北路と建設一路の交差点に位置する杭州地下鉄2号線の駅である。

## 歴史
- 2014年11月24日：開業[1]。

## 駅構造
島式ホーム1面2線を有する地下駅。

### のりば
| 路線    | 方向 | 行先     |
| ------- | ---- | -------- |
| ■ 2号線 | 下り | 朝陽方面 |
| ■ 2号線 | 上り | 良渚方面 |

（出典：杭州地下鉄：站内空间示意图）

## 駅周辺
- 華瑞中心
- 国璽悦龍府
- 東方一品

## 隣の駅
杭州地下鉄
■ 2号線
人民広場駅 - 建設一路駅 - 建設三路駅